# Nekrolog 1507
Nekrolog
◄◄
| ◄
| 1503
| 1504
| 1505
| 1506
| 1507 | 1508 | 1509 | 1510 | 1511 | ► | ►►
Weitere Ereignisse | Allgemeiner Nekrolog 1507
Die Beschreibung der verstorbenen Person sollte so kurz wie möglich gehalten sein und nur deren signifikante Tätigkeit(en) enthalten.
Neue Namen ggf. auch unter dem Geburts- und Sterbedatum, also etwa unter 1. Januar und im Geburts- und Sterbejahr (2024) eintragen (nur bei entsprechender großer Wichtigkeit). Für Beispiele siehe die schon vorhandenen Artikel.
Außerdem über die fünf zuletzt Verstorbenen, zu denen es einen ausreichend guten Artikel für eine Präsentation auf der Hauptseite gibt, nach der todesbedingten Überarbeitung der Artikel ggf. auch unter Wikipedia Diskussion:Hauptseite informieren und sie am besten auch in den anderen Wikipedia-Sprachversionen eintragen. Tipp: Regelmäßig bei news.google.de nach „ist tot“, „gestorben“ oder „verstorben“ suchen.
Wenn eine Person gestorben ist, gibt es viele Seiten zu dieser Person in der Wikipedia, die davon auch betroffen sind und entsprechend aktualisiert werden müssen. Beispiele: Namenübersichtsseite, Geburtsjahr, Geburtsort-Seiten und viele mehr.
Wie finde ich die betroffenen Seiten?
Im Suchfeld auf der linken Seite gibt man den Suchbegriff so ein: „Vorname Nachname“. Dann klickt man auf Volltext und alle Seiten mit entsprechendem Suchtext werden aufgerufen. Hier sieht man dann schnell, wo auch das Todesjahr Sinn macht oder sogar ein Teil des Artikels angepasst werden muss. Auch hilft das „Werkzeug“ auf der linken Seite sehr gut, um solche Seiten aufzufinden: „Links auf diese Seite“. Somit ist die Wikipedia wieder aktuell in allen Bereichen! Hinweis: bei Eintragung der Kategorie „Gestorben JAHR“ wird der Missbrauchsfilter 49 ausgelöst, was jedoch nicht schlimm ist. Siehe: Spezial:Missbrauchsfilter/49
Dies ist eine Liste von im Jahr 1507 verstorbenen bekannten Persönlichkeiten. Die Einträge erfolgen innerhalb der einzelnen Daten alphabetisch sortiert. Tiere sind im Nekrolog für Tiere zu finden.

## Januar
| Tag        | Name                     | Beruf, bekannt als                                                                                | Alter | Beleg |
| ---------- | ------------------------ | ------------------------------------------------------------------------------------------------- | ----- | ----- |
| 6. Januar  | Jobst I.                 | Graf von Hoya (1566–1507)                                                                         |       |       |
| 7. Januar  | Cosimo Rosselli          | italienischer Maler                                                                               |       |       |
| 14. Januar | Andreas Hartmanni        | Generalvikar in Straßburg                                                                         |       |       |
| 17. Januar | Heinrich IV. von Neuhaus | böhmischer Adliger; Höchster Kämmerer von Böhmen (1485–1503); Oberstburggraf von Prag (1503–1507) | 64    |       |
| 21. Januar | Georg Emmerich           | Pilgerfahrer, Kaufmann, Bürgermeister (Görlitz)                                                   |       |       |
| 30. Januar | Erhart Küng              | Werkmeister am Berner Münster                                                                     |       |       |

## Februar
| Tag         | Name              | Beruf, bekannt als         | Alter | Beleg |
| ----------- | ----------------- | -------------------------- | ----- | ----- |
| 11. Februar | Johann von Glogau | Philosoph und Mathematiker |       |       |
| 23. Februar | Gentile Bellini   | venezianischer Maler       |       |       |

## März
| Tag      | Name          | Beruf, bekannt als                 | Alter | Beleg |
| -------- | ------------- | ---------------------------------- | ----- | ----- |
| 12. März | Cesare Borgia | italienischer Renaissanceherrscher |       |       |
| 16. März | Balthasar     | Herzog von Mecklenburg             |       |       |

## April
| Tag       | Name                       | Beruf, bekannt als                                         | Alter | Beleg |
| --------- | -------------------------- | ---------------------------------------------------------- | ----- | ----- |
| 2. April  | Franz von Paola            | Ordensgründer und Heiliger der römisch-katholischen Kirche | 91    |       |
| 14. April | Endres Tucher              | deutscher Baumeister                                       | 84    |       |
| 19. April | Ruprecht von Pfalz-Simmern | Bischof von Regensburg (1492–1507)                         | 45    |       |
| 25. April | Elisabeth von Brandenburg  | Gräfin von Henneberg                                       | 33    |       |
| April     | Nicolaes Craen             | franko-flämischer Komponist und Sänger der Renaissance     |       |       |

## Mai
| Tag     | Name                 | Beruf, bekannt als                                    | Alter | Beleg |
| ------- | -------------------- | ----------------------------------------------------- | ----- | ----- |
| 4. Mai  | Juan de Vera         | Erzbischof von Salerno und Kardinal                   | 53    |       |
| 14. Mai | Hernando de Talavera | spanischer Bischof und Politiker                      |       |       |
| 15. Mai | Alonso Ortiz         | spanischer Humanist des Prerrenacimiento und Theologe |       |       |
| 22. Mai | Joachim von Bredow   | Bischof von Brandenburg (1485–1507)                   |       |       |

## Juni
| Tag      | Name              | Beruf, bekannt als | Alter | Beleg |
| -------- | ----------------- | ------------------ | ----- | ----- |
| 17. Juni | Valentin Ostertag | deutscher Jurist   |       |       |

## Juli
| Tag      | Name          | Beruf, bekannt als                                                                                | Alter | Beleg |
| -------- | ------------- | ------------------------------------------------------------------------------------------------- | ----- | ----- |
| 8. Juli  | Anna Notaras  | Mäzenin für die Sammlung und den Druck liturgischer und antiker griechischer Schriften in Venedig |       |       |
| 29. Juli | Martin Behaim | Anreger des ersten überlieferten Globus                                                           | 47    |       |

## August
| Tag        | Name         | Beruf, bekannt als                                                                 | Alter | Beleg |
| ---------- | ------------ | ---------------------------------------------------------------------------------- | ----- | ----- |
| 15. August | Johann IV.   | Herzog von Sachsen-Lauenburg                                                       | 68    |       |
| 23. August | Jean Molinet | flandrischer Dichter und Chronist mittelfranzösischer Sprache am burgundischen Hof |       |       |
| 31. August | Ulrich Zell  | Buchdrucker der Inkunabelzeit in Köln                                              |       |       |

## September
| Tag           | Name                             | Beruf, bekannt als                      | Alter | Beleg |
| ------------- | -------------------------------- | --------------------------------------- | ----- | ----- |
| 1. September  | Girolamo Basso della Rovere      | Kardinal der katholischen Kirche        |       |       |
| 10. September | Marie van Oss                    | niederländische Abtissin und Chronistin |       |       |
| 11. September | Galeotto Franciotti della Rovere | römisch-katholischer Kardinal           |       |       |

## Oktober
| Tag         | Name                    | Beruf, bekannt als                                                             | Alter | Beleg |
| ----------- | ----------------------- | ------------------------------------------------------------------------------ | ----- | ----- |
| 16. Oktober | Johann von Riedheim     | Fürstabt im Fürststift Kempten                                                 |       |       |
| Oktober     | Brandanus von Schöneich | Jurist, Rektor der Universität Leipzig und Kanzler der Herzöge von Mecklenburg |       |       |

## November
| Tag          | Name              | Beruf, bekannt als                 | Alter | Beleg |
| ------------ | ----------------- | ---------------------------------- | ----- | ----- |
| 10. November | Pietro Barozzi    | italienischer Bischof und Humanist |       |       |
| 18. November | Rudolf von Erlach | Schultheiss der Stadt Bern         |       |       |

## Dezember
| Tag          | Name            | Beruf, bekannt als                  | Alter | Beleg |
| ------------ | --------------- | ----------------------------------- | ----- | ----- |
| 15. Dezember | Aleidis Raiscop | Benediktinerin und Schriftstellerin |       |       |

## Datum unbekannt
| Tag | Name                                   | Beruf, bekannt als                                                                                   | Alter | Beleg |
| --- | -------------------------------------- | --- | ----- | ----- |
|     | William Beaumont, 2. Viscount Beaumont | englischer Adliger                                                                                   |       |       |
|     | Giovanni Matteo Contarini              | venezianischer Kartograph                                                                            |       |       |
|     | Hans Jakob von Ettlingen               | hessischer Hofbaumeister                                                                             |       |       |
|     | Friedrich                              | Herzog von Teschen, Rektor der Universität Wien (1477–1528)                                          |       |       |
|     | Rueland Frueauf der Ältere             | Maler der Renaissance                                                                                |       |       |
|     | Fernando Gallego                       | spanischer Maler                                                                                     |       |       |
|     | Virgil von Graben                      | Burggraf von Lienz, Sommeregg und Heinfels, Statthalter von Görz, kaiserlicher Statthalter von Lienz |       |       |
|     | Peter Heierliß                         | deutscher Steinmetz                                                                                  |       |       |
|     | Daniel von Kunheim                     | Söldnerführer im Deutschordensstaat, Landrichter im brandenburgischen Teil                           |       |       |
|     | Leonhard Merz                          | Schweizer Bürgermeister                                                                              |       |       |
|     | Hans Leu der Ältere                    | Zürcher Maler                                                                                        |       |       |
|     | Ulrich Molitor                         | deutscher Hexentheoretiker                                                                           |       |       |
|     | Hermann von Rethem                     | Weihbischof im Erzbistum Bremen                                                                      |       |       |
|     | Paolo Santonino                        | italienischer Rechtsgelehrter, Autor                                                                 |       |       |
|     | Shakya Chogden                         | Gelehrter der Sakya-Schule des tibetischen Buddhismus, Gründer des Klosters thub bstan gser mdog can |       |       |
|     | Tsang Nyön Heruka Sanggye Gyeltshen    | Vertreter der Kagyü-Schule, Verfasser von Biographien Marpas und Milarepas                           |       |       |
|     | Sixtus Tucher                          | Theologe und Kirchenrechtsprofessor                                                                  |       |       |